# Schizogenius longipennis
Schizogenius longipennis är en skalbaggsart som beskrevs av Jules Putzeys. Schizogenius longipennis ingår i släktet Schizogenius och familjen jordlöpare. Inga underarter finns listade i Catalogue of Life.